# إعاشة (قانون)
الإعاشة (بالإنجليزية: Aliment)، في القانون الاسكتلندي وغيره من القوانين المدنية، هي المبلغ المالي أو الإعانة التي يتم منحها وتتعلق بالالتزام المتبادل بين الوالدين والأبناء، الزوج والزوجة، الأجداد والأحفاد، للمساهمة في نفقة بعضهم البعض. ويستخدم المصطلح أيضًا مع الالتزامات المشابهة لأطراف أخرى، كما في حالة الدائنين للمدينين المسجونين ومدفوعات الأبرشيات للفقراء، وغيرها.
إن أموال الإعاشة، سواء كانت من النوع المذكور أعلاه أم مخصصة كما في سنْد الموصّي، الغرض منها دعم من يتلقاها فقط ولا يمكن إضافتها من قِبل الدائنين.